# Linda Gourjade
Linda Gourjade, née le 13 juillet 1962 à Timmins (Canada) est une femme politique française. 
Élue députée de la troisième circonscription du Tarn lors des élections législatives françaises de 2012, elle est membre du Parti socialiste de 1996 à 2018.

## Biographie
Née en 1962, elle a d’abord habité à Labruguière puis à Castres dans le quartier de l’Albinque. Elle évolue dans le milieu sportif de la ville à travers le Sauvetage Nautique Castrais et le Castres Basket Club.
Fille d’un père chef d’une petite entreprise de travaux publics et d’une mère assistante maternelle, elle fait ses études d’infirmière à l’hôpital de Castres, puis à Bordeaux souhaitant travailler dans l’aide à la parentalité en devenant puéricultrice. Agent du conseil général du Tarn, elle exerce d’abord en tant que puéricultrice au service de la protection maternelle et infantile. Par la suite, elle devient responsable d’une équipe de travailleurs sociaux qui assure le suivi des enfants placés et des assistants familiaux.
Engagée au sein du Parti socialiste en 1996, elle s’investit dans la vie publique locale, d’abord comme élue municipale à Castres, puis comme conseillère régionale.
Durant les élections législatives de 2012, elle est élue députée de la 3e circonscription du Tarn face au député-maire de Lavaur, Bernard Carayon, avec 303 voix d'écart. Elle est membre de la Commission des Affaires sociales et siège au sein du groupe socialiste républicain et citoyen à l’Assemblée.
Faisant partie des « frondeurs » socialistes à l'Assemblée nationale, elle s'abstient lors du vote de confiance du deuxième gouvernement de Manuel Valls. Elle est alors exclue de la commission des affaires sociales par le président du groupe PS à l'Assemblée, Bruno Le Roux, et intègre la commission des affaires étrangères.
Lors des élections législatives de 2017, après avoir été investie contre le vote des militants, qui avaient souhaité que Lysiane Louis soit la candidate PS pour la circonscription, elle est éliminée dès le premier tour, recueillant seulement 9,07 % des voix, la plaçant en 5e position.
Début novembre 2018, elle quitte le PS.

## Vie publique

### Anciens mandats locaux
- Députée de la 3e circonscription du Tarn de 2012 à 2017
- Déléguée au district Castres - Mazamet en 1998 puis au Conseil de la Communauté d'agglomération de Castres - Mazamet de 2000 à 2001.
- Conseillère municipale d’opposition à Castres de 2001 à 2008.
- Conseillère régionale Midi-Pyrénées, membre de la commission permanente et déléguée auprès du Parc naturel régional du Haut-Languedoc, de 2004 à 2010.

### Au sein du Parti socialiste
Depuis son adhésion en 1996, Linda Gourjade s’est toujours située à la gauche du Parti socialiste. Elle a rejoint le courant « Un monde d’avance », conduit par Benoît Hamon et Henri Emmanuelli.
Linda Gourjade est signataire de la contribution « Réaliser le changement », présentée au prochain congrès de Toulouse, dont la première signataire est la députée du Doubs, Barbara Romagnan.